# Alexander Nanau
Alexander Nanau (ur. 18 maja 1979 w Bukareszcie) – rumuński reżyser, scenarzysta, producent i operator filmowy. Autor filmów dokumentalnych, nagradzanych na prestiżowych międzynarodowych festiwalach.

## Życiorys
Urodził się w Bukareszcie. W 1990 jego rodzina wyemigrowała do Niemiec. Studiował reżyserię w berlińskiej Deutsche Film- und Fernsehakademie. Nakręcił filmy dokumentalne Świat według Iona B. (2009), Toto i jego siostry (2014) i Nothingwood (2017).
Największy sukces odniósł filmem Kolektyw (2019), obnażającym korupcję i masowe oszustwa w rumuńskim systemie ochrony zdrowia. Obraz był pierwszym rumuńskim filmem nominowanym do Oscara i to w dwóch kategoriach: za najlepszy film nieanglojęzyczny oraz najlepszy pełnometrażowy film dokumentalny. Wyróżniono go również Europejską Nagrodą Filmową za najlepszy film dokumentalny roku.
Nanau zasiadał w jury konkursu głównego na 78. MFF w Wenecji (2021).